# Constantijn av Nederländerna
Prins Constantijn av Nederländerna, född 11 oktober 1969 i Utrecht, är yngste son till tidigare drottning Beatrix av Nederländerna och Claus von Amsberg. Han är bror till kung Willem-Alexander och prins Friso av Oranien-Nassau.
Constantijn studerade juridik vid Rijksuniversiteit Leiden där han tog en mastersexamen 1995. Han genomgick också en MBA-utbildning vid INSEAD i Fontainebleau 2000.
Den 19 maj 2001 gifte sig Constantijn med Laurentien Brinkhorst.
Constantin och Laurentien har tre barn, Eloise, Claus-Casimir och Leonore.

## Utmärkelser
- Storkors av Kronorden
- Huwelijksmedaille 2002
- Nassauska Gyllene lejonets orden
- Storkorset av Nederländska Lejonorden
- Renässansens högsta orden

[Redigera Wikidata]